# Kasteel van Montjeu
Het Kasteel van Montjeu (Frans: Château de Montjeu) is een kasteel in de Franse gemeente Broye. Het kasteel is een beschermd historisch monument sinds 1958.